# Xã Moore, Quận Shannon, Missouri
Xã Moore (tiếng Anh: Moore Township) là một xã thuộc quận Shannon, tiểu bang Missouri, Hoa Kỳ. Năm 2010, dân số của xã này là 149 người.